# OUTSIDER (シドのアルバム)
『OUTSIDER』（アウトサイダー）は、日本のヴィジュアル系ロックバンド、シドの4枚目のアルバムである。2014年3月12日にKi/oon Music より発売された。

## 概要
- M&Wより1年7か月振りとなるアルバムである。シングル5曲を含む全11曲を収録。
- 初回限定盤A、Bと通常盤の3タイプでのリリース。初回限定盤A、BにはDVDで『visual VANG!〜SID 10th Anniversary FINAL PARTY〜』のライブ映像がそれぞれVer.AとVer.Bとして収録されている。また、初回限定盤Aには他にスペシャルパッケージ仕様としてスペシャルBOX、デジパック2Discトレイ豪華ブックレット32ページとICカードステッカーが封入されている。

## 収録内容
| 全作詞: マオ。 |                 |           |           |                            |                                                                 |      |
| #              | タイトル        | 作詞      | 作曲      | 編曲                       |                                                                 | 時間 |
| 1.             | 「laser」       | マオ      | Shinji    | シド                       |                                                                 | 3:32 |
| 2.             | 「CANDY」       | マオ      | ゆうや    | シド                       |                                                                 | 3:16 |
| 3.             | 「V.I.P」       | マオ      | 御恵明希  | シド                       | アディショナルアレンジ: 加藤貴之 ストリングスアレンジ: 吉田翔平 | 3:13 |
| 4.             | 「赤い手」      | マオ      | 御恵明希  | シド & 加藤貴之            |                                                                 | 4:28 |
| 5.             | 「MUSIC」       | マオ      | 御恵明希  | シド & 加藤貴之            |                                                                 | 3:42 |
| 6.             | 「サマラバ」    | マオ      | 御恵明希  | シド & 加藤貴之 & 本間将人 |                                                                 | 4:11 |
| 7.             | 「恋におちて」  | マオ      | 御恵明希  | シド & 西平彰              |                                                                 | 4:09 |
| 8.             | 「迷路」        | マオ      | ゆうや    | シド & 本間昭光            |                                                                 | 4:24 |
| 9.             | 「darling」     | マオ      | 御恵明希  | シド & 加藤貴之            |                                                                 | 4:07 |
| 10.            | 「hug」         | マオ      | 御恵明希  | シド & 加藤貴之            |                                                                 | 4:50 |
| 11.            | 「ANNIVERSARY」 | マオ      | 御恵明希  | シド & 加藤貴之            |                                                                 | 4:11 |
| 合計時間:      | 合計時間:       | 合計時間: | 合計時間: | 合計時間:                  | 44:03                                                           |      |

### 楽曲解説
1. 「laser」
マオ曰く、「ライブの一曲目の歌を作りたくて書いた曲」との事。また、ステージの一曲目でレーザー光線（曲名である）を出したいと思い作った曲でもあるとの事。
2. 「CANDY」
「怒り」をテーマにした曲。また、この曲は「巻き舌」をよく使っている。
3. 「V.I.P」
13thシングル。テレビアニメ「マギ」第1期オープニングテーマ。
4. 「サマラバ」
15thシングル。
5. 「恋におちて」
14thシングル。
6. 「hug」
17thシングル。テレビ朝日系「お願い!ランキング」2月度エンディングテーマ。
7. 「ANNIVERSARY」
16thシングル。テレビアニメ「マギ」第2期オープニングテーマ。